# Hotel Legoland
Hotel Legoland er et familie- og konferencehotel, som ligger klos op ad forlystelsesparken Legoland i Billund. Hotellet blev grundlagt i 1968 under navnet Esso Motor Hotel i forbindelse med at Legoland åbnede. I 1974 blev hotellet købt af Lego-koncernen og skiftede navn til Vis-a-Vis. I 1991 blev navnet Hotel Legoland. I 2005 solgte Lego alle fire Legoland-parker, inklusive hotellet, til Merlin Entertainments Group. Lego har dog sikret sig omkring 33 % ejerskab i Legoland-parkerne, og derfor er Lego-tematiseringen stadig en naturlig del af såvel hotellet som Legoland-parken.